# Gina G
Gina G, pseudonimo di Gina Mary Gardiner (Brisbane, 3 agosto 1970), è una cantante australiana.
Lanciata dalla partecipazione all'Eurovision Song Contest 1996 in rappresentanza del Regno Unito con il brano Ooh Aah... Just a Little Bit, il suo principale successo, ha riscosso un notevole successo nella seconda metà degli anni novanta, principalmente tra il 1996 e il 1997. È tornata all'attività musicale nel 2003, seppure con risultati inferiori rispetto agli esordi.

## Biografia

### I successi degli anni '90
Ha debuttato nel 1990, anno in cui ha cominciato a esibirsi nei locali dell'Australia. Due anni dopo, nel 1992, si è unita al gruppo dance australiano Bass Culture, che ha riscosso un buon successo in Australia con il singolo Love the Life.
Nel 1993 ha abbandonato il gruppo per trasferirsi in Regno Unito per lanciare la propria carriera da solista. Ha infatti partecipato all'Eurovision Song Contest 1996 per rappresentare questa nazione con il brano Ooh Aah... Just a Little Bit, finendo classificata all'ottavo posto. Il singolo ha ottenuto un notevole successo nella classifica britannica, dove ha raggiunto la prima posizione. La cantante ha riscosso un notevole successo con questa canzone, venendo anche nominata ai Grammy Award come "Best Dance Recording", anche in tutta l'Europa e, successivamente, negli Stati Uniti, dove ha raggiunto la dodicesima posizione della classifica dei singoli.
In seguito al successo del primo singolo, è stato pubblicato il successivo I Belong to You, che ha raggiunto buone posizioni in classifiche in tutta Europa. Minor riscontro hanno invece raccolto i successivi brani Fresh!, Ti amo, Gimme Some Love e Every Time I Fall, comunque di discreto successo in Regno Unito, che hanno accompagnato la pubblicazione del primo disco della cantante, Fresh!, intitolato proprio come uno dei suoi singoli e uscito nel 1997 per l'etichetta discografica Warner. Nel 1998 è stato pubblicato anche un album di remix, intitolato Gina G Remix Album.
In seguito, la cantante ha inciso, per un'etichetta indipendente svedese, nel 1999, una cover del noto brano di Nancy Sinatra These Boots Are Made for Walkin', di scarso successo commerciale, suo ultimo lavoro prima di una lunga assenza dalle scene musicali.

### Il ritorno sulle scene
La cantante è tornata sulle scene musicali nel 2003, grazie alla sua partecipazione ad un reality show statunitense, intitolato Reborn in the USA, che si prefiggeva l'obiettivo di rilanciare le carriere di cantanti poco conosciuti negli Stati Uniti. Nell'ambito di questa trasmissione ha partecipato alla registrazione di un disco uscito durante la messa in onda della stessa, interpretando cover delle note canzoni Don't Leave Me This Way, di Harold Melvin & the Blue Notes, e I Can't Make You Love Me di Bonnie Raitt.
Nel 2004 ha partecipato alla compilation Anthem Alert con le canzoni Show Me You Love Me e Burning Up, quest'ultima cover del noto singolo di Madonna e ha pubblicato una nuova versione del suo primo singolo, intitolata Just a Little Bit 2004 Remix. L'anno successivo è uscito invece un singolo inedito, Flashback, che ha accompagnato la pubblicazione di un nuovo album di inediti, disponibile solo sul suo sito Internet, intitolato Get Up & Dance, reso poi disponibile su iTunes nel 2009.
Dal 2006, la cantante è sotto contratto con l'etichetta discografica Stunt Girl, distribuita dalla Universal, e nello stesso anno ha pubblicato il singolo Tonight's the Night.

## Discografia

### Album
- 1997 - Fresh! (UK #12)
- 1998 - Gina G Remix Album (solo in Giappone)
- 2005 - Get Up & Dance

### Singoli
- 1996 - Ooh Aah... Just a Little Bit (UK #1)
- 1996 - I Belong To You (UK #6)
- 1997 - Fresh! (UK #6)
- 1997 - Ti Amo (UK #11)
- 1997 - Gimme Some Love (UK #25)
- 1997 - Every Time I Fall (UK #52)
- 2004 - Just A Little Bit (2004 Remix)
- 2005 - Flashback
- 2006 - Tonight's The Night (UK #57)
- 2011 - Next 2 U